# Município de Clayton (condado de Perry, Ohio)
Localização do Ohio nos E.U.A.
O município de Clayton (em inglês: Clayton Township) é um município localizado no condado de Perry no estado estadounidense de Ohio. No ano 2010 tinha uma população de 1565 habitantes e uma densidade populacional de 19,1 pessoas por km².

## Geografia
O município de Clayton encontra-se localizado nas coordenadas 39° 46′ 54″ N, 82° 11′ 45″ O. Segundo o Departamento do Censo dos Estados Unidos, o município tem uma superfície total de 81.93 km², da qual 80,33 km² correspondem a terra firme e (1,94 %) 1,59 km² é água.

## Demografia
Segundo o censo de 2010, tinha 1565 pessoas residindo no município de Clayton. A densidade de população era de 19,1 hab./km².